# ناتالیا لاپیتسکایا
ناتالیا لاپیتسکایا (روسی: Наталья Цыганкова؛ زادهٔ ۱۲ اوت ۱۹۶۲) بازیکن هندبال اهل اتحاد جماهیر شوروی سوسیالیستی است.